# Strie terminale

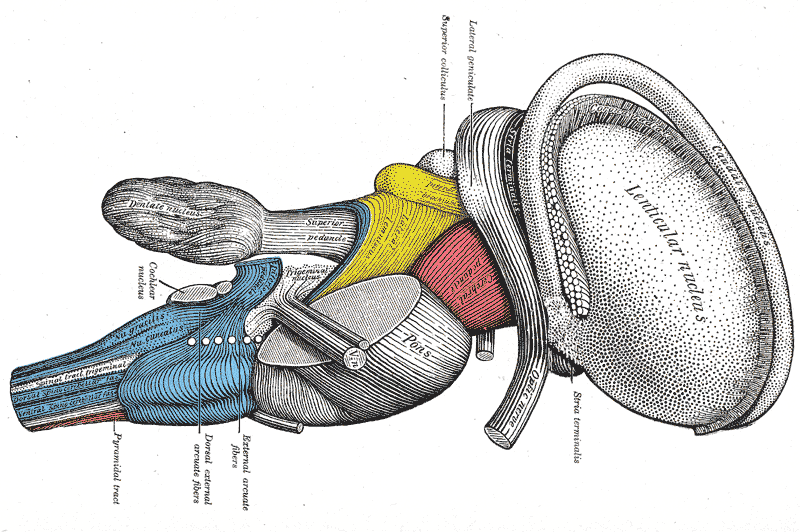
La strie terminale (stria terminalis) est indiquée à droite sur ce schéma.

La strie terminale (stria terminalis) est une structure nerveuse du cerveau constituée d'une bande de fibres qui se situe sur le bord latéral de la surface ventriculaire du thalamus. Il s'agit d'une voie de sortie majeure des noyaux amygdaliens, en particulier du noyau centromédial que la strie terminale connecte à l'hypothalamus et au septum. La strie terminale joue un rôle important dans la réponse au stress et dans l'anxiété. Le noyau de la strie terminale est plus volumineux chez l'homme que chez la femme.